# NGC 2477
NGC 2477 là một cụm sao mở trong chòm sao Thuyền Vĩ. Nó chứa khoảng 300 ngôi sao, và được Abbé Lacaille phát hiện vào năm 1751.  Tuổi của cụm được ước tính khoảng 700 triệu năm.

## Hình thức bên ngoài
NGC 2477 là một cụm tuyệt đẹp, gần như rộng lớn trên bầu trời như trăng tròn. Nó được gọi là "một trong những cụm mở hàng đầu trên bầu trời", giống như một cụm hình cầu có độ phân giải cao mà không có đặc điểm trung tâm dày đặc của cụm sao cầu. Burnham lưu ý rằng một số nhà quan sát đã nhận xét về sự phong phú của nó, và mặc dù nó nhỏ hơn M46 (cũng là một cụm mở trong Puppis), nhưng nó phong phú và gọn hơn.

## Khoảng cách
Burnham trích dẫn một số khoảng cách được công bố, từ 700 parsec (2.300 ly) đến 1.900 parsec (6.200 ly), trong đó "ly" là tên viết tắt của năm ánh sáng.